# Harald Vilimsky

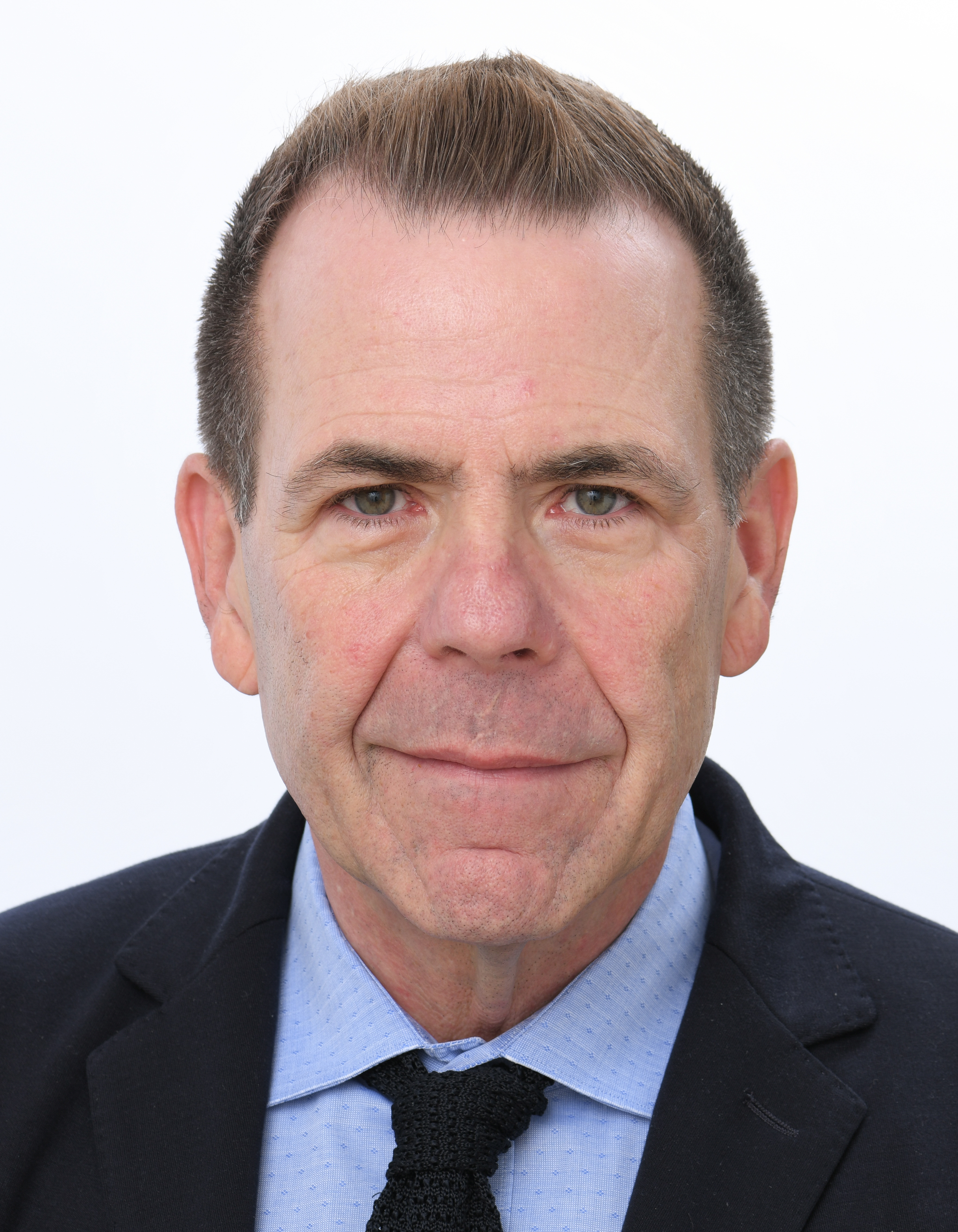
Harald Vilimsky (2024)

Harald Vilimsky (* 22. Juli 1966 in Wien) ist ein österreichischer Politiker (FPÖ). Er wird von verschiedenen Seiten als rechtsextrem eingestuft.
Vilimsky war von Oktober 2006 bis Ende Juni 2014 Abgeordneter zum österreichischen Nationalrat. Er war von 2006 bis Jänner 2020 Generalsekretär der FPÖ und ist seit 2014 Abgeordneter zum Europäischen Parlament.

## Leben
Seine Mutter war Krankenschwester und zog ihn gemeinsam mit seinem Stiefvater, einem Versicherungsmakler, im Wiener Bezirk Favoriten auf. Seinen leiblichen Vater hat er nie kennengelernt. Er besuchte von 1972 bis 1976 die Volksschule und von 1976 bis 1981 das Gymnasium. Als Vilimsky 16 Jahre alt war, starb seine Mutter. Nach der Unterstufe besuchte er eine Handelsakademie und machte dort seine Matura. Anschließend studierte er Wirtschaft und brach das Studium ab. Von 1988 bis 1990 besuchte er einen Hochschullehrgang für Öffentlichkeitsarbeit an der Universität Wien.
Vilimsky ist verheiratet und Vater einer Tochter.

## Politik
Nach der Absolvierung des Hochschullehrgangs arbeitete er in verschiedenen Positionen als Pressereferent. Zunächst war er für ein Jahr für das Kuratorium für Verkehrssicherheit tätig, anschließend war Vilimsky ab 1991 Pressereferent im Nationalratsklub der FPÖ. 1995 holte ihn der damalige FPÖ-Landesparteiobmann Rainer Pawkowicz in den Klub der FPÖ-Landtags- und Gemeinderatsfraktion ins Wiener Rathaus. Dort lernte er auch seinen späteren Mentor und Freund Heinz-Christian Strache kennen. Nach der Wahl Straches zum Wiener FPÖ-Obmann im März 2004 wurde Harald Vilimsky Landesparteisekretär der Wiener FPÖ und lenkte von nun an die Schritte der FPÖ Wien in wesentlichem Ausmaß. So war Vilimsky der ideologische und inhaltliche Kopf des Wahlprogramms „Wien weiterdenken“.
Dieses Wahlprogramm brachte Vilimsky den zweifelhaften Ruhm als Schöpfer einer Wortkreation ein. Eine sechsköpfige Jury rund um Rudolf Muhr wählte „Negativzuwanderung“ – einen Terminus, der von Vilimsky geprägt wurde – 2005 zum „Unwort des Jahres“.
Ab November 2005 war Vilimsky Bundesrat und damit der erste neue bundespolitische Mandatar der FPÖ nach der Spaltung FPÖ/BZÖ. Nach der Nationalratswahl am 1. Oktober 2006 wechselte Vilimsky vom Bundesrat in den Nationalrat und war seitdem Verkehrs- und Konsumentenschutzsprecher der FPÖ. Von Februar 2006 bis Jänner 2020 war Harald Vilimsky auch Generalsekretär der FPÖ. Zum Nachfolger wurde am 30. Jänner 2020 Michael Schnedlitz gewählt.
Im Dezember 2008 sorgte Vilimsky durch einen umstrittenen Selbstversuch, an dem auch ein Journalist teilnahm, für Aufsehen. In Gegenwart eines Notarztes ließ er sich von Justizwachebeamten mit einer Elektroschockpistole, die in Gefängnissen eingesetzt wird, um beispielsweise aggressive Häftlinge vorübergehend wehrunfähig zu machen, beschießen, um damit die Öffentlichkeit von dem, laut Vilimsky, harmlosen Gerät zu überzeugen.
2009 äußerte sich Vilimsky zur Operation Gegossenes Blei und nannte „das Schweigen der westlichen Staatengemeinschaft zur israelischen Aggression im Gaza-Streifen blamabel.“ Diese seien „Lobbyorganisationen der Israeli“ und verurteilten „den Blutzoll an einer Zivilbevölkerung anders, nämlich gar nicht, wenn er von Israel ausgeht.“ Anton Maegerle schreibt, dass Vilimsky dies nur gesagt habe, weil er „antizionistisch“ sei.
Bei der Europawahl 2014 wurde Vilimsky gemeinsam mit Andreas Mölzer als Spitzenkandidat der FPÖ präsentiert, nach Mölzers Rücktritt aus dieser Funktion war Vilimsky alleiniger Spitzenkandidat. Die FPÖ konnte bei der Wahl sieben Prozent zulegen und entsandte damit vier Abgeordnete ins Europäische Parlament. Vilimsky wurde zum Delegationsleiter der FPÖ gewählt.
Bezüglich George Soros erklärte Vilimsky 2016, „auf wen der Spekulant im Europaparlament zählt“. Diese Äußerung stufte Heribert Schiedel als antisemitisch ein. Bereits 2011 sprach Vilimsky von den „Zocker[n] von der Ostküste“ (im antisemitischen Jargon ein Codewort für ein vermeintlich von Juden gesteuertes Finanzsystem).
Im Zuge der Koalitionsverhandlung von ÖVP und FPÖ nach der Nationalratswahl 2017 wurde Harald Vilimsky, neben Johann Gudenus, als einer jener FPÖ-Politiker genannt, die von Bundespräsident Alexander Van der Bellen als Minister abgelehnt werden würden.
Gerüchte über Juncker
Im Juli 2018 sorgte Vilimsky für Aufsehen, als er EU-Kommissionspräsident Jean-Claude Juncker Alkoholismus vorwarf. Juncker war beim NATO-Gipfel am 11. bzw. 12. Juli 2018 torkelnd und schwach auf den Beinen zu sehen. Vilimsky und auch andere europäische rechtspopulistische Politiker (u. a. von der deutschen AfD) warfen ihm vor, betrunken gewesen zu sein und forderten Junckers sofortigen Rücktritt. Juncker mache, laut Vilimsky, Europa mit diesem Verhalten „zur Lachnummer“. Für die AfD war das ein „Trauerspiel um den sturzbesoffenen Präsidenten der Europäischen Kommission“. Die EU-Kommission wies das daraufhin zurück und begründete Junckers Auftreten mit „schmerzhaften Ischias-Problemen“ infolge der Spätfolgen eines schweren Verkehrsunfalls, den Juncker im Jahr 1989 hatte. Zahlreiche EU-Politiker (u. a. ÖVP-Delegationsleiter Othmar Karas, EU-Kommissar Johannes Hahn u. v. m.) verurteilten die Anschuldigungen gegen Juncker als „enorm respektlos“. Der österreichische Bundespräsident Alexander Van der Bellen übte Kritik an den Aussagen Vilimskys, diese seien „unflätig“. Dass die österreichische Bundesregierung, vor allem Bundeskanzler Sebastian Kurz (ÖVP), hierzu nicht Stellung beziehe, „schade dem Ansehen Österreichs“. „Zu sagen, nichts zu sagen“, das sei zu wenig. Bei der ÖVP hielt man sich dazu bedeckt; weder Bundeskanzler Sebastian Kurz (ÖVP) noch Regierungssprecher Peter Launsky-Tieffenthal bzw. Kanzleramtsminister Gernot Blümel (ÖVP) wollten dazu eine offizielle Stellungnahme abgeben. Die FPÖ hingegen legte nach und kritisierte, dass Präsident Van der Bellen einseitig Kritik übe. FPÖ-Generalsekretär Christian Hafenecker meinte, der Bundespräsident habe geschwiegen, als etwa SPÖ-Chef Christian Kern von Austrofaschismus sprach oder Mitglieder der Gewerkschaftsjugend FPÖ-Abgeordneten Pflastersteine und Grablichter vor die Tür legten. Er forderte Van der Bellen dazu auf, überparteilich zu agieren. Harald Vilimsky bezeichnete den Bundespräsidenten als „frustrierten Grünen“, der zu jenem EU-Establishment gehöre, das er immer kritisiert habe. „Er ist zwar gewählt – aber er agiert nicht überparteilich, mein Präsident ist er nicht“, so Harald Vilimsky. Zugleich bekräftigte er seine Vorwürfe gegen Jean-Claude Juncker. Juncker selbst reagierte mit einem (fälschlicherweise Lichtenberg zugeschriebenen) Morgenstern-Zitat: „Auf euren Kleinkram lach ich, Philosoph aus heitrer Höh“. Er wundere sich, wie viele medizinisch geschulte Experten für Ischias es in Österreich gebe. Er bekräftigte, nicht betrunken gewesen zu sein, er habe beim NATO-Gipfel Ischias-Probleme und zusätzlich Krämpfe in den Beinen gehabt. Am 18. Juli 2018 meinte Vilimsky in einem ZIB2-Interview, der Bundespräsident scheint „auf einem Auge völlig blind zu sein“. „Wenn andere Politiker, die nicht seinem Spektrum angehören, angegriffen werden, als Wasserleichen oder Dreckskerle bezeichnet werden“, dann schweige Van der Bellen. Bundespräsident Van der Bellen wolle „offensichtlich seinen im Parlament gescheiterten Freunden helfen“, so Vilimsky. Van der Bellens Überparteilichkeit als Bundespräsident sei „ausbaufähig“. Auch Experten wie der Politikwissenschafter Fritz Plasser und der Politikberater Thomas Hofer meldeten sich in der Causa Vilimsky-Juncker im ORF.at-Interview zu Wort. Justizminister Josef Moser (parteilos, von der ÖVP nominiert) meinte am 21. Juli 2018 in der Ö1-Sendung Im Journal zu Gast, „es sei alles gesagt“.
Drohungen gegen ORF

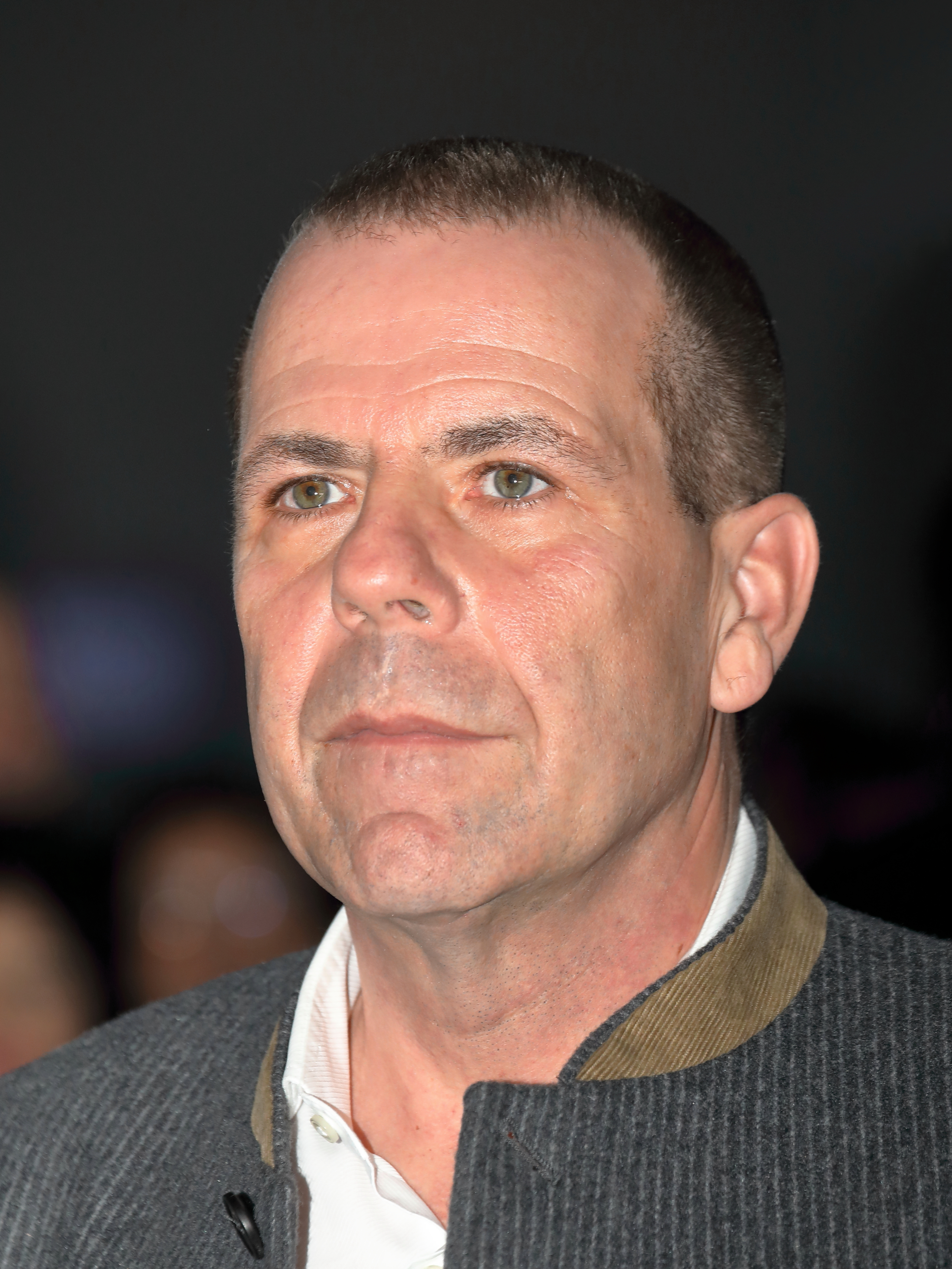
Harald Vilimsky beim FPÖ-Neujahrstreffen 2019

Am 23. April 2019 kam es – während eines ZiB2-Interview im Vorfeld der Europawahlen – zu einem Eklat: ORF-Moderator Armin Wolf verglich ein Cartoon des steirischen Rings Freiheitlicher Jugend (RFÖ) – in dem eine einheimische Familie in grüner Tracht von finsteren Zuwanderern mit langer Hakennase, Bart und Buckel bedroht wird – mit der Darstellung eines Juden aus dem NS-Hetzblatt „Der Stürmer“. Vilimsky gab sich empört, er sah seine Partei in die Nähe zum Nationalsozialismus gerückt. „Das ist etwas, das nicht ohne Folgen bleiben kann“, drohte er gegenüber Wolf und dem ORF. Er sprach von „linken Netzwerken“, die gegen die FPÖ agierten, und fehlender Sachlichkeit sowie unabhängiger Berichterstattung des Österreichischen Rundfunks (ORF). Es werde andauernd nur über rechtsextreme „Einzelfälle“ (Aufregung um Identitäre Bewegung und FPÖ-Abgrenzung, Braunauer „Rattengedicht“, das zum Rücktritt des dortigen Vizebürgermeisters führte, usw.) einseitig, parteipolitisch berichtet. Bundespräsident Alexander Van der Bellen warnte nach diesen Vorfällen und Debatten via Twitter vor einer „Vergiftung des politischen Klimas“. Hetze sei „inakzeptabel“. Politiker gerade von Regierungsparteien hätten besonders auf ihre Wortwahl zu achten.
Im Jänner 2025 sorgte ein X-Posting von Vilimsky, in dem er Daten einer ORF-Mitarbeiterin leakte, für öffentliche Diskussionen: Die Journalistin hatte zuvor in einer Interviewanfrage in Zusammenhang mit den Koalitionsverhandlungen der FPÖ und ÖVP in Österreich von einer „Rechtsaußen-Regierung“ gesprochen. Vilimsky verteidigte sein Handeln mit den Worten: „Wenn eine Vertreterin des ORF im Haus eine E-Mail herumschickt und mich als 'far right' abqualifiziert, werde ich das Recht haben, mich wehren zu dürfen“.
Im Wahlkampf vor der Europawahl in Österreich 2024 bezeichnete Vilimsky den Bundespräsidenten Alexander Van der Bellen als „grünen Sugar-Daddy“ oder „grünen Sugar-Grandpa“ von Lena Schilling. Van der Bellen hatte zu den Vorwürfen über Schilling gesagt, „Politik ist das eine, und Privatleben ist das andere. Wer macht als junger Mensch keine Fehler?“ Vilimsky sagte, er zähle zu den „schärfsten Kritikern“ Van der Bellens. Dieser habe „nie sein grünes Mäntelchen abgelegt.“ Ein FPÖ-Plakat, das die Präsidentin der Europäischen Kommission, Ursula von der Leyen und den Präsidenten der Ukraine, Wolodymyr Selenskyj, zeigt, die sich umarmen und küssen mit der Aufschrift: „EU-Wahnsinn stoppen“ wurde von der Bild-Zeitung zum „ekelhaftesten Wahlplakat Europas“ gekürt.
Im Juli 2024 bezeichnete Vilimsky die Präsidentin der Europäischen Kommission, Ursula von der Leyen, die Präsidentin des Europäischen Parlaments, Roberta Metsola und die Präsidentin der Europäischen Zentralbank, Christine Lagarde, als „politisches Hexentrio, das diesen Kontinent in den Abgrund führt, und wir werden sie die Peitsche spüren lassen“. Vertreter von ÖVP, SPÖ, Grünen und Neos kritisierten diese Aussage als frauenfeindlich, beleidigend, Gewalt verherrlichend und sexistisch und forderten ihn zum Rücktritt auf. Frauenministerin Susanne Raab (ÖVP) sagte: „Solche Äußerungen haben in einer demokratischen Gesellschaft keinen Platz und sind absolut inakzeptabel!“
Vilimsky ist Schatzmeister der Europapartei Bewegung für ein Europa der Nationen und der Freiheit und stellvertretender Vorsitzender der Fraktion Europa der Nationen und der Freiheit im Europäischen Parlament.
Eine FPÖ-Versammlung wählte ihn im Jänner 2024 zum FPÖ-Spitzenkandidaten für die Europawahl in Österreich am 9. Juni 2024.
Die FPÖ erhielt 25,36 % der abgegebenen Stimmen – 0,84 Prozentpunkte mehr als die ÖVP und 2,14 Prozentpunkte mehr als die SPÖ.
Bündnis mit Orbán
Am 30. Juni 2024 stellten Vilimsky, FPÖ-Obmann Herbert Kickl, der ehemalige Ministerpräsident von Tschechien, Andrej Babiš (ANO) und der Ministerpräsident von Ungarn, Viktor Orbán (Fidesz) die neue Fraktion im EU-Parlament Patrioten für Europa vor. Sie ist die drittstärkste Fraktion im neu gewählten EU-Parlament. Vorsitzender ist Jordan Bardella (RN), Vilimsky fungiert als einer der Stellvertreter.
Zeitgleich mit einem  Jahrtausendhochwasser mit Evakuierungen in Europa im September 2024 trat Vilimsky bei einer Gala des The Heartland Institute, einem zentralen Akteur der organisierten Klimawandelleugnerszene als Redner auf, die Veranstaltung diente der Kapitalbeschaffung für die Organisation. Sein Beitrag behandelte die neue EU-Fraktion „Patrioten für Europa“ sowie die US-Präsidentschaftswahlen.

## Ehrungen und Auszeichnungen
- 2019: Großes Silbernes Ehrenzeichen mit dem Stern für Verdienste um die Republik Österreich[61]